# Flecha Brabanzona
La Flecha Brabanzona (oficialmente y en neerlandés Brabantse Pijl;  en francés Flèche Brabançonne)  es una competición ciclista de un día de Bélgica que se disputa anualmente en el Brabante Flamenco, Bélgica.
Se disputa desde 1961. Desde la creación de los Circuitos Continentales UCI en 2005 formó parte del UCI Europe Tour primero dentro de la categoría 1.1 y en 2011 ascendiendo a la 1.HC (máxima categoría de estos circuitos). En 2020 fue incluida en la recién creada UCI ProSeries bajo la categoría 1.Pro.
El belga Edwig Van Hooydonck ostenta el récord de victorias en la prueba, con cuatro triunfos entre 1987 y 1995.
Óscar Freire es el único ciclista que ha logrado ganar esta prueba durante tres años consecutivos, entre 2005 y 2007.
A partir del año 2018 se disputa una versión femenina de la prueba.

## Palmarés
| Año  | Ganador              | Segundo                    | Tercero             |
| ---- | -------------------- | -------------------------- | ------------------- |
| 1961 | Pino Cerami          | Michel Van Aerde           | Willy Schroeders    |
| 1962 | Ludo Janssens        | Robert De Middeleir        | Raymond Impanis     |
| 1963 | Joseph Wouters       | Emile Daems                | Gustaaf De Smet     |
| 1964 | Arnaldo Pambianco    | Yvo Molenaers              | Victor Van Schil    |
| 1965 | Willy Bocklandt      | Georges Van Coningsloo     | Piet Rentmeester    |
| 1966 | Jan Janssen          | Bas Maliepaard             | Jos van der Vleuten |
| 1967 | Roger Rosiers        | Jan Lauwers                | Emile Coppens       |
| 1968 | Victor Van Schil     | Willy Van Neste            | Eddy Beugels        |
| 1969 | Willy In 't Ven      | Jos van der Vleuten        | Willy Monty         |
| 1970 | Herman Van Springel  | Victor Van Schil           | Georges Pintens     |
| 1971 | Joseph Spruyt        | Eddy Merckx                | Roger de Vlaeminck  |
| 1972 | Eddy Merckx          | Herman Van Springel        | Roger Swerts        |
| 1973 | Johan de Muynck      | Victor Van Schil           | Herman Van Springel |
| 1974 | Herman Van Springel  | Frans Verbeeck             | Freddy Maertens     |
| 1975 | Willem Peeters       | Michel Pollentier          | Gerrie Knetemann    |
| 1976 | Freddy Maertens      | Eddy Merckx                | Frans Verbeeck      |
| 1977 | Frans Verbeeck       | Gerrie Knetemann           | Willy Teirlinck     |
| 1978 | Marcel Laurens       | Herman Van Springel        | Ludo Peeters        |
| 1979 | Daniel Willems       | Gerrie Knetemann           | Eddy Schepers       |
| 1980 | Michel Pollentier    | Sean Kelly                 | Alfons Van Katwijk  |
| 1981 | Roger de Vlaeminck   | Guido Van Calster          | Johnny Broers       |
| 1982 | Claude Criquielion   | Eddy Planckaert            | Ronny Van Holen     |
| 1983 | Eddy Planckaert      | Rudy Matthijs              | Alfons De Wolf      |
| 1984 | Ronny Van Holen      | Theo de Rooij              | Paul Haghedooren    |
| 1985 | Adrie van der Poel   | Jean Marie Wampers         | Laurent Fignon      |
| 1986 | Johan van der Velde  | Eddy Planckaert            | Theo de Rooij       |
| 1987 | Edwig van Hooydonck  | Peter Harings              | Jean Marie Wampers  |
| 1988 | Johan Capiot         | Jean-Philippe Vandenbrande | Rolf Gölz           |
| 1989 | Johan Capiot         | Adrie van der Poel         | Dirk De Wolf        |
| 1990 | Frans Maassen        | Johan Capiot               | Noël Segers         |
| 1991 | Edwig van Hooydonck  | Dirk De Wolf               | Maurizio Fondriest  |
| 1992 | Johan Capiot         | Paul Haghedooren           | Mario De Clercq     |
| 1993 | Edwig van Hooydonck  | Franco Ballerini           | Andréi Chmil        |
| 1994 | Michele Bartoli      | Maarten den Bakker         | Gianni Bugno        |
| 1995 | Edwig van Hooydonck  | Alexandr Gonchenkov        | Dmitri Konyschew    |
| 1996 | Johan Museeuw        | Edwig van Hooydonck        | Gianluca Pianegonda |
| 1997 | Gianluca Pianegonda  | Maarten den Bakker         | Michael Boogerd     |
| 1998 | Johan Museeuw        | Germano Pierdomenico       | Michael Boogerd     |
| 1999 | Michele Bartoli      | Michael Boogerd            | Daniele Nardello    |
| 2000 | Johan Museeuw        | Nico Mattan                | Rolf Sørensen       |
| 2001 | Michael Boogerd      | Scott Sunderland           | Axel Merckx         |
| 2002 | Fabien De Waele      | Erwin Thijs                | Chris Peers         |
| 2003 | Michael Boogerd      | Óscar Freire               | Luca Paolini        |
| 2004 | Luca Paolini         | Michael Boogerd            | Nico Sijmens        |
| 2005 | Óscar Freire         | Marc Lotz                  | Axel Merckx         |
| 2006 | Óscar Freire         | Karsten Kroon              | Nick Nuyens         |
| 2007 | Óscar Freire         | Nick Nuyens                | Kim Kirchen         |
| 2008 | Sylvain Chavanel     | Philippe Gilbert           | Juan Antonio Flecha |
| 2009 | Anthony Geslin       | Jérôme Pineau              | Fabian Wegmann      |
| 2010 | Sébastien Rosseler   | Thomas de Gendt            | Jurgen Van de Walle |
| 2011 | Philippe Gilbert     | Björn Leukemans            | Anthony Geslin      |
| 2012 | Thomas Voeckler      | Óscar Freire               | Pieter Serry        |
| 2013 | Peter Sagan          | Philippe Gilbert           | Björn Leukemans     |
| 2014 | Philippe Gilbert     | Michael Matthews           | Tony Gallopin       |
| 2015 | Ben Hermans          | Michael Matthews           | Philippe Gilbert    |
| 2016 | Petr Vakoč           | Enrico Gasparotto          | Tony Gallopin       |
| 2017 | Sonny Colbrelli      | Petr Vakoč                 | Tiesj Benoot        |
| 2018 | Tim Wellens          | Sonny Colbrelli            | Tiesj Benoot        |
| 2019 | Mathieu van der Poel | Julian Alaphilippe         | Tim Wellens         |
| 2020 | Julian Alaphilippe   | Mathieu van der Poel       | Benoît Cosnefroy    |
| 2021 | Thomas Pidcock       | Wout van Aert              | Matteo Trentin      |
| 2022 | Magnus Sheffield     | Benoît Cosnefroy           | Warren Barguil      |
| 2023 | Dorian Godon         | Ben Healy                  | Benoît Cosnefroy    |
| 2024 | Benoît Cosnefroy     | Dylan Teuns                | Tim Wellens         |
| 2025 | Remco Evenepoel      | Wout van Aert              | António Morgado     |

## Palmarés por países
| País            | Victorias | 2.º lugar | 3.º lugar | Total | Último vencedor              |
| --------------- | --------- | --------- | --------- | ----- | ---------------------------- |
| Bélgica         | 39        | 35        | 35        | 109   | Remco Evenepoel en 2025      |
| Países Bajos    | 7         | 14        | 19        | 40    | Mathieu van der Poel en 2019 |
| Italia          | 6         | 4         | 6         | 16    | Sonny Colbrelli en 2017      |
| Francia         | 6         | 3         | 7         | 16    | Benoît Cosnefroy en 2024     |
| España          | 3         | 2         | 1         | 6     | Óscar Freire en 2007         |
| República Checa | 1         | 1         | 0         | 2     | Petr Vakoč en 2016           |
| Eslovaquia      | 1         | 0         | 0         | 1     | Peter Sagan en 2013          |
| Reino Unido     | 1         | 0         | 0         | 1     | Thomas Pidcock en 2021       |
| Estados Unidos  | 1         | 0         | 0         | 1     | Magnus Sheffield en 2022     |
| Australia       | 0         | 3         | 0         | 3     | -                            |
| Irlanda         | 0         | 2         | 0         | 2     | -                            |
| Ucrania         | 0         | 1         | 0         | 1     | -                            |
| Alemania        | 0         | 0         | 2         | 2     | -                            |
| Rusia           | 0         | 0         | 1         | 1     | -                            |
| Moldavia        | 0         | 0         | 1         | 1     | -                            |
| Dinamarca       | 0         | 0         | 1         | 1     | -                            |
| Luxemburgo      | 0         | 0         | 1         | 1     | -                            |

En negrilla corredores activos.

## Estadísticas

### Más victorias
Los corredores con más victorias son:
| Ciclista            | Victorias | Años                   |
| ------------------- | --------- | ---------------------- |
| Edwig Van Hooydonck | 4         | 1987, 1991, 1993, 1995 |
| Johan Capiot        | 3         | 1988, 1989, 1992       |
| Johan Museeuw       | 3         | 1996, 1998, 2000       |
| Óscar Freire        | 3         | 2005, 2006, 2007       |
| Herman Van Springel | 2         | 1970, 1974             |
| Michele Bartoli     | 2         | 1994, 1999             |
| Michael Boogerd     | 2         | 2001, 2003             |
| Philippe Gilbert    | 2         | 2011, 2014             |

### Victorias consecutivas
- Tres victorias seguidas:

 Óscar Freire (2005, 2006, 2007)
- Dos victorias seguidas:

 Johan Capiot (1988, 1989)